# Дом офицеров (Санкт-Петербург)

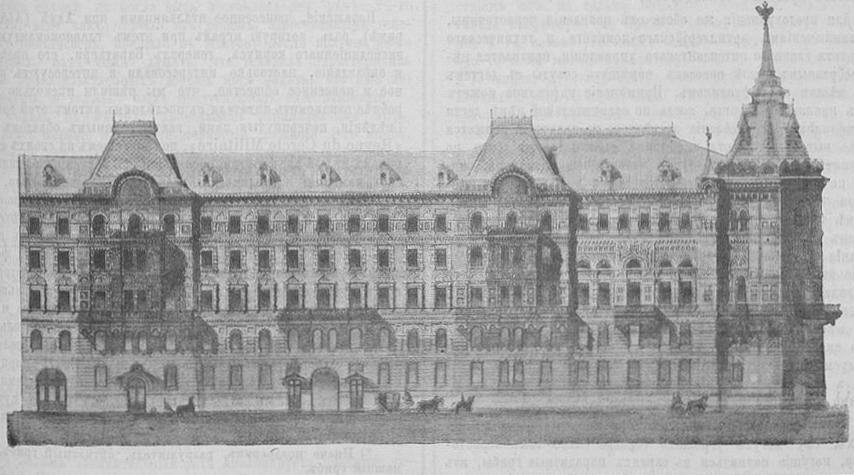
Собрание офицеров Гвардейского корпуса в 1896 году

Дом офицеров Западного военного округа в Санкт-Петербурге построен в 1895—1898 годах В. К. Гаугером и А. Д. Донченко.
Первоначальный проект был выполнен архитекторами А. И. фон Гогеном и М. А. Ивановым. Адрес: Литейный пр., 20 / Кирочная ул., 1.
До 1828 года на углу Кирочной и Литейной улиц находилась приёмная графа А. А. Аракчеева. Фактически это здание занимала Собственная Его Императорского Величества канцелярия.
Существующее здание возведено в русском стиле специально для Офицерского собрания, учреждённого указом Николая II весной 1898 года. Руководитель работ — военный инженер Н. В. Смирнов.

Согласно приказу по военному ведомству № 75 от 22 марта 1898 года:

В воскресенье, 22 сего марта, в С.-Петербурге, Высочайшим Государя Императора присутствии, открыто офицерское собрание Армии и Флота, сооруженное повелением Его Императорского Величества с целью улучшения условий жизни офицеров, как служащих в столице, так и временно в ней пребывающих. — Цит. по: Тарасов, 2006, С. 89
Здесь находилось Общество ревнителей военных знаний.
После Октябрьской революции Дом офицеров был переименован в Дом Красной армии.
В 1950 году в Доме офицеров проходили судебные процессы по Ленинградскому делу (а в 1953 году — над частью его организаторов). Показательный суд над главными обвиняемыми состоялся 29-30 сентября 1950 года. Выездная сессия Военной коллегии приговорила шестерых человек к расстрелу, двоих к 10 годам и одного к 15 годам тюрьмы.
В настоящее время в здании действует Музей истории войск Западного военного округа, библиотека, совет ветеранов Дороги жизни.